# Świątynia Zeusa Olimpijskiego w Atenach
Świątynia Zeusa Olimpijskiego, także: Olimpiejon (gr. Ναός του Ολυμπίου Διός) – największa spośród świątyń starożytnej Grecji, znajdująca się w Atenach, poświęcona Zeusowi. Jej budowa trwała z przerwami od VI wieku p.n.e. do II wieku n.e.
Budowa świątyni rozpoczęta została za rządów Pizystratydów, zarzucono ją jednak po obaleniu tyranii w 510 roku p.n.e. Roboty wznowił w 174 p.n.e. król Syrii Antioch IV Epifanes, powierzając ich prowadzenie rzymskiemu architektowi Kossutiuszowi. Po śmierci władcy w 164 p.n.e. zostały przerwane. Po zdobyciu Aten przez Sullę w 86 p.n.e. część kolumn z placu budowy wywieziono do Rzymu, gdzie zostały wykorzystane w świątyni Jowisza na Kapitolu. Drobniejsze roboty podjęto za panowania Augusta. Ostatecznie sanktuarium wykończył i poświęcił w 132 roku cesarz Hadrian.
Świątynia posadowiona została na olbrzymim stylobacie o wymiarach 41,12×107,8 m. Wspierała się na łącznie 104 kolumnach: wzdłuż boków biegły dwa rzędy po 20 kolumn, od frontu i tyłu trzy rzędy po 8 kolumn. Według oryginalnego planu z czasów Pizystratydów była prawdopodobnie budowlą dorycką, w czasach Antiocha Epifanesa porządek zmieniono jednak na koryncki. Świątynia przypuszczalnie nie była nakryta dachem. W celli stała wykonana w technice chryzelefantynowej kopia posągu Zeusa dłuta Fidiasza.
W średniowieczu porzucona budowla zaczęła być wykorzystywana jako źródło darmowego budulca i w ciągu wieków została systematycznie rozszabrowana. Do naszych czasów zachowało się jedynie 15 kolumn. Kolejna leży na ziemi, powalona w 1858 roku przez wichurę.